# ULAS J1120+0641

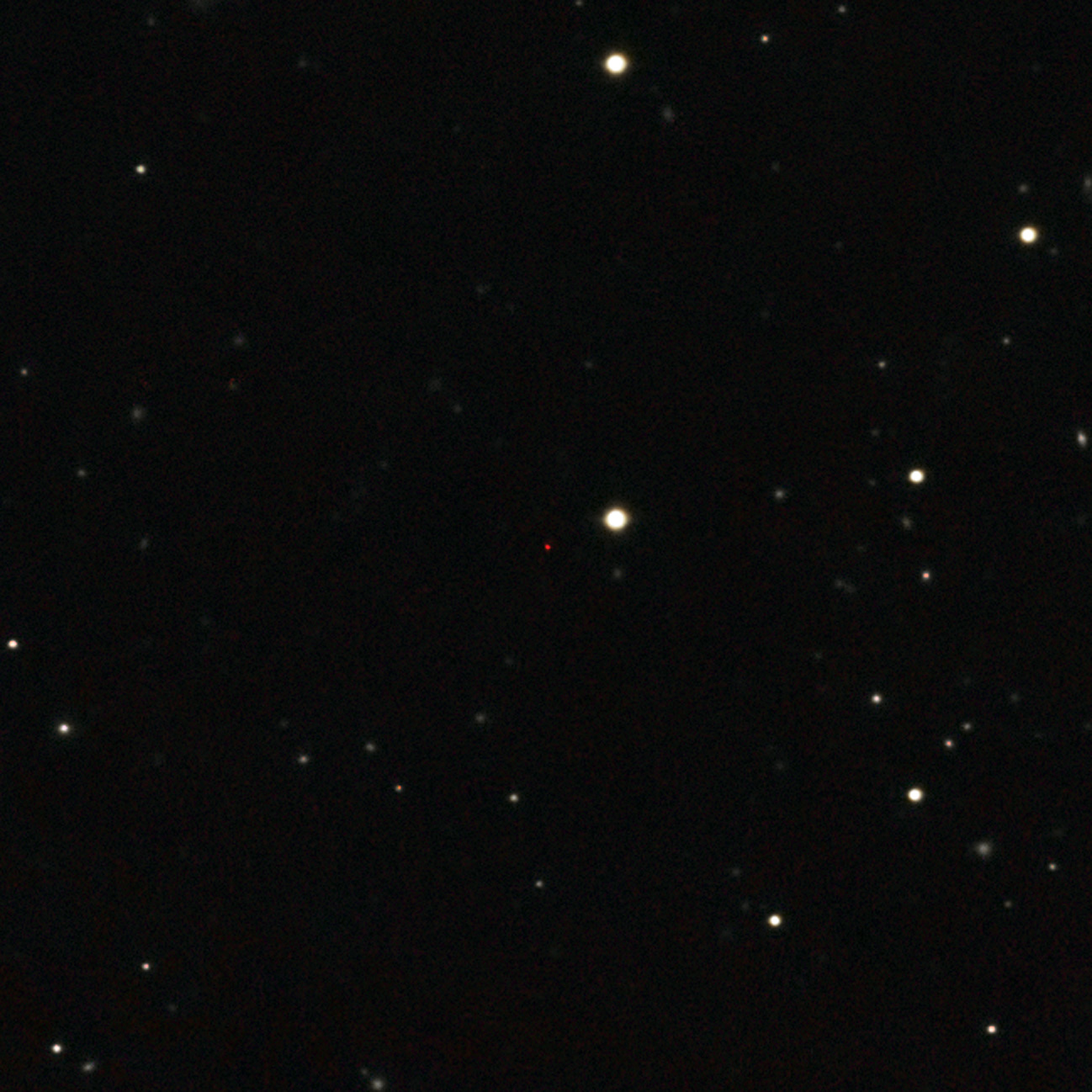
ULAS J1120+0641 (der rote Punkt in der Bildmitte)

ULAS J112001.48+064124.3, oft abgekürzt ULAS J1120+0641, ist ein Quasar mit einer Rotverschiebung von z = 7,085. Er ist nach ULAS J1342+0928 der am zweitweitesten entfernte bekannte Quasar und zugleich der erste bekannte Quasar mit einer Rotverschiebung z > 7.

## Entdeckung
ULAS J1120+0641 wurde erstmals im September 2010 im achten Datenpaket des UKIRT Infra Red Deep Sky Survey (UKIDSS) vom UK Infrared Telescope (UKIRT) auf dem Mauna Kea auf Hawaii katalogisiert. Der Name des Quasars ist abgeleitet von UKIDSS Large Area Survey (ULAS) und der Position am Himmel: Rektaszension 11h 20min und Deklination +06° 41′. Der Buchstabe „J“ gibt den Zeitpunkt an, auf den sich die Koordinaten beziehen. Der Quasar befindet sich im Sternbild Löwe in der Nähe von σ Leonis und nur wenige Grad abseits von der Galaxie Messier 66.
Der Quasar wurde mit einem Infrarot-Teleskop entdeckt, obwohl das Licht ursprünglich als UV-Strahlung vom Quasar emittiert wurde. Infrarotes Licht hat eine längere Wellenlänge und ist energieärmer als UV-Licht. Diese Veränderung von Energie und Wellenlänge kommt durch die Expansion des Universums zustande, wodurch eine Rotverschiebung, ähnlich dem Dopplereffekt bei Schallwellen, stattfindet.
UKIDSS ist eine photometrische Untersuchung im nahen Infrarot-Bereich. Die Himmelsdurchmusterung deckt die Wellenlängenbänder Z, Y, J, H und K ab, für die die Erdatmosphäre durchlässig ist. UKIDSS war unter anderem auch dafür gedacht, gezielt nach Quasaren mit einer Rotverschiebung von z > 6,5 zu suchen. Bis zu dieser Entfernung lassen sich Quasare mit gewöhnlichen Teleskopen im optischen Bereich erfassen. Bei größeren Entfernungen sind die entsprechenden Bereiche des Spektrums bereits so weit rotverschoben, dass sie nicht mehr erfasst werden können. Die ursprüngliche Entdeckung gab dementsprechend nur eine photometrische Rotverschiebung mit zphot > 6,5 an.
Die UKIDSS-Durchmusterung startete am 13. Mai 2005. Das Signal von ULAS J1120+0641 war im 8. Datenpaket der Durchmusterung enthalten, das am 3. September 2010 freigegeben wurde; fünf Jahre nach Beginn der Durchmusterung. Die photometrische Charakteristik entsprach dem, was von einem Quasar mit einer Rotverschiebung von z > 6,5 erwartet worden war. Ein Vergleich mit den Daten des Sloan Digital Sky Survey (SDSS) sowie weitere Untersuchungen am UKIRT und am Liverpool-Teleskop schienen den Verdacht zu bestätigen.
Deshalb wurde in der Nacht vom 27. auf den 28. November 2010 mit dem „Gemini Multi-Object Spectrograph“ (GMOS) am Gemini-Nord Observatorium ein erstes Spektrum aufgenommen. Das Spektrum zeigte einen steilen Anstieg bei einer Wellenlänge von λ = 0,98 μm, während bei kürzeren Wellenlängen („blauwärts“) kaum signifikante Emissionen feststellbar waren. Damit war ULAS J1120+0641 eindeutig als Quasar mit einer Rotverschiebung von etwa z = 7,08 identifiziert.
Für die Detailanalyse wurden Teilspektren mit dem Focal Reducer and low dispersion Spectrograph 2 (FORS2) am Very Large Telescope sowie mit dem Gemini Near-Infrared Spectrograph (GNIRS) am Gemini-Nord Observatorium aufgenommen und zusammengeführt. FORS2 deckte dabei den Wellenlängenbereich von 0,75 – 1,03 μm ab und GNIRS den Bereich von 0,90 – 2,48 μm ab. Damit gelang es, die Rotverschiebung mit einem Wert von 7,085±0,003 zu bestimmen. Die Entdeckung von ULAS J1120+0641 wurde am 29. Juni 2011 bekannt gegeben und das Objekt war mit einer Rotverschiebung von 7,085 sogar noch weiter entfernt als erhofft.

## Beschreibung

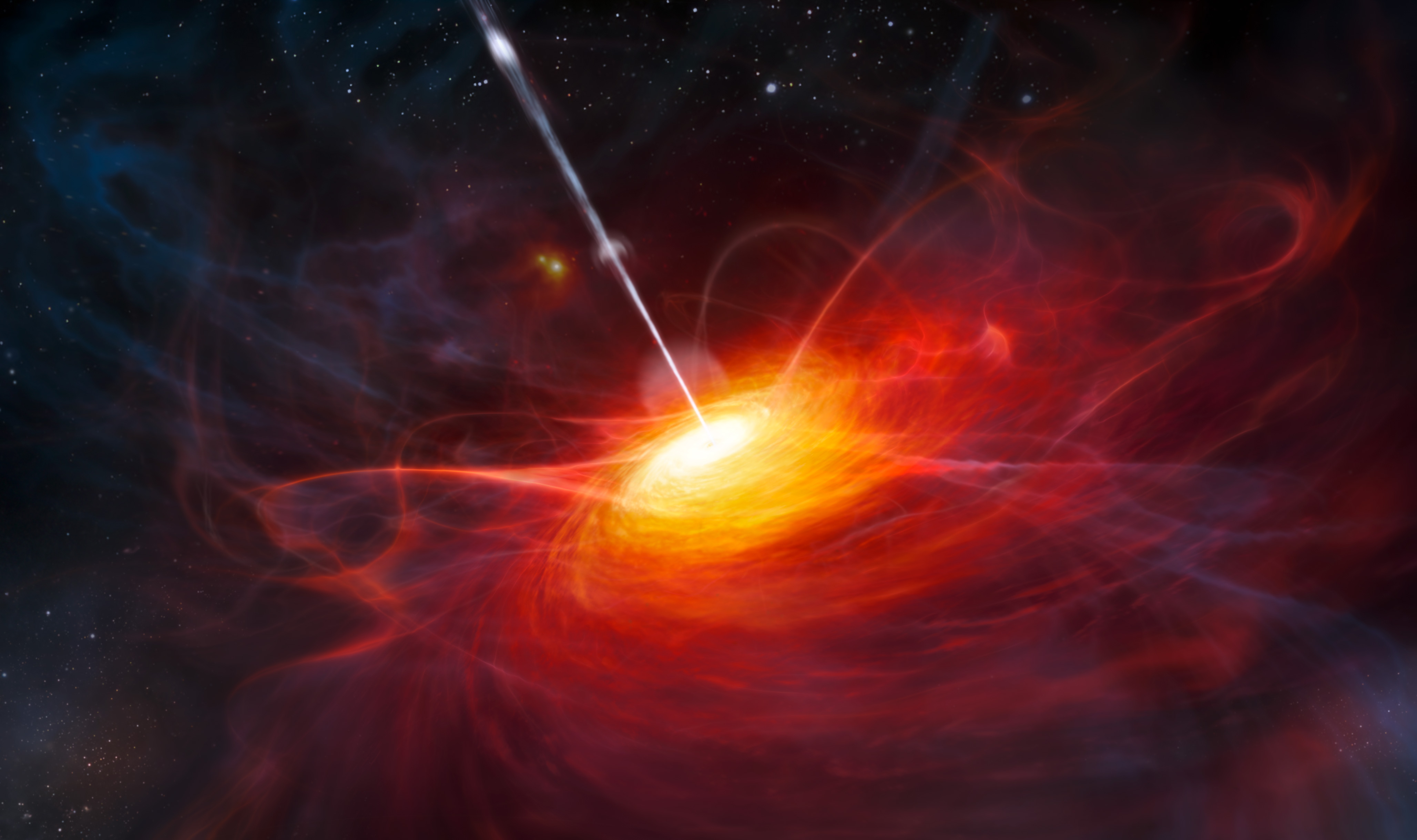
Künstlerische Darstellung von ULAS J1120+0641

ULAS J1120+0641 hat eine gemessene Rotverschiebung von z = 7,085, das entspricht einer mitbewegten Entfernung („comoving distance“) von 28,85 Mrd. Lichtjahren. Bis 2017 war es der am weitesten entfernte je beobachtete Quasar. Das vom Quasar ausgesandte Licht, das jetzt beobachtet wird, entstand weniger als 770 Mio. Jahre nach dem Urknall, also vor etwa 12,9 Mrd. Jahren. Die geschätzte Leuchtkraft des Quasars beträgt die 6,3·1013-fache Leuchtkraft der Sonne.
Der Energieausstoß wird von einem supermassereichen Schwarzen Loch erzeugt, das über 2,0(+1,5/−0,7)·109 Sonnenmassen verfügt. Während das Schwarze Loch den Quasar mit Energie versorgt, kommt das Licht nicht vom Schwarzen Loch selbst. Bereits seit Ende der 1970er Jahre weiß man, dass die enorme Leuchtkraft von Quasaren durch eine sie umgebende und durch die Gravitationswirkung des Schwarzen Lochs beschleunigte und erhitzte Akkretionsscheibe aus Gas und Staub bedingt ist.
Das Spektrum von ULAS J1120+0641 weist die typischen Merkmale eines stark rotverschobenen Quasars auf, insbesondere einen Lyman-Alpha-Wald und einen Gunn-Peterson-Trog. Diese Merkmale repräsentieren allerdings nicht Eigenschaften von ULAS J1120+0641 selbst, sondern werden dem Licht des Quasars während seiner Reise durch das Intergalaktische Medium erst aufgeprägt.
An der Position von ULAS J1120+0641 konnte keine signifikante Radioquelle festgestellt werden. ULAS J1120+0641 wird dementsprechend als „radioleiser“ („radio-quiet“) Quasar klassifiziert. Im Röntgenlicht konnte ULAS J1120+0641 hingegen mit den Röntgenteleskopen Chandra und XMM-Newton als Punktquelle wahrgenommen werden. Das Röntgenspektrum deutet zudem darauf hin, dass zu dem Zeitpunkt als das Röntgenlicht emittiert wurde die Akkretionsrate des Schwarzen Lochs deutlich über der Eddington-Akkretionsrate lag.

## Bedeutung
Das Licht von ULAS J1120+0641 wurde während einer Zeitspanne emittiert, bevor der theoretisch vorhergesagte Übergang des intergalaktischen Mediums von einem elektrisch neutralen zu einem ionisierten Status beendet war. Quasare könnten eine wichtige Energiequelle in diesem Prozess gewesen sein, der als Reionisierungsepoche bekannt ist. Ein Quasar aus der Zeit vor diesem Übergang ist von erheblichem theoretischem Interesse. Wegen ihrer hohen Leuchtkraft im UV-Bereich sind Quasare eine der besten Quellen für die Erforschung der Reionisierungsepoche.
Der Gunn-Peterson-Trog und der Lyman-Alpha-Wald im Spektrum von ULAS J1120+0641 lassen Rückschlüsse auf die Verteilung von neutralem Wasserstoff im intergalaktischen Medium während dieser Reionisierungsphase zu. Ein Gunn-Peterson-Trog lässt sich bei ULAS J1120+0641 für Rotverschiebungen von z = 7,04 bis z = 6,122 nachweisen. Ein Gunn-Peterson-Trog wird dem Spektrum eines Quasars aufgeprägt, wenn sein Licht Bereiche des Intergalaktischen Mediums durchläuft in dem noch Reste von nicht reionisiertem neutralem Wasserstoff gleichmäßig verteilt vorhanden sind. Die Absorptionslinien des Lyman-Alpha-Waldes entstehen, wenn das Licht lokale Bereiche mit einer höheren Konzentration an neutralem Wasserstoff durchläuft. Bei jedem Durchlaufen einer solchen neutralen Wasserstoffwolke wird dem Licht des Quasars eine neue Absorptionslinie mit leicht veränderter Rotverschiebung aufgeprägt. Das Spektrum von ULAS J1120+0641 zeigt 7 Lyman-Alpha-Linien bei Rotverschiebungen zwischen z = 6,122 und z = 5,858.
Unklar ist, wie das Schwarze Loch im Zentrum von ULAS J1120+0641 in der kurzen Zeit seit dem Urknall die enorme Masse von über 2,0(+1,5/−0,7)·109 Sonnenmassen erreichen konnte. Als Vorläufer des supermassereichen Schwarzen Lochs kann ein Stellares Schwarzes Loch vermutet werden, das beim Kernkollaps eines Population III-Sternes entstanden ist. In diesem Fall hätte das Schwarze Loch jedoch durchgehend mit einer Akkretionsrate anwachsen müssen, die die Eddington-Akkretionsrate um das 1,5-Fache übersteigt („Super-Eddington Akkretion“). Dies sollte theoretisch jedoch nicht möglich sein, da bei Überschreiten der Eddington-Akkretionsrate der Strahlungsdruck so hoch wird, dass er die Akkretionsscheibe um das Schwarze Loch zerstört und diesem keine weitere Masse mehr zugeführt werden kann. Ob und, falls ja, wie bei ULAS J1120+0641 und vielen anderen Quasaren eine Super-Eddington Akkretion stattgefunden hat, ist nach wie vor ungeklärt.